# Municipio de Pee Dee
El municipio de Pee Dee (en inglés: Pee Dee Township) es un municipio ubicado en el  condado de Montgomery en el estado estadounidense de Carolina del Norte. En el año 2010 tenía una población de 1.434 habitantes.

## Geografía
El municipio de Pee Dee se encuentra ubicado en las coordenadas 35°16′1.1″N 80°2′45.55″O / 35.266972, -80.0459861.